# 芒鳞薹草
芒鳞薹草（学名：Carex aristatisquamata）为莎草科薹草属下的一个种。分布在中国大陆的四川省等地，生长于海拔3,500米至3,800米的地区，一般生长在山地草丛中及石滩上，目前尚未由人工引种栽培。

## 扩展阅读
- 維基物種上的相關：芒鳞薹草